# 192686 Aljuroma
192686 Aljuroma è un Asteroide areosecante. Scoperto nel 1999, presenta un'orbita caratterizzata da un semiasse maggiore pari a 2,6751807 UA e da un'eccentricità di 0,3751921, inclinata di 11,30875° rispetto all'eclittica.
Il nome dell'asteroide è l'insieme dei nomi dei suoi nipoti: Alexandra, Juri, Robin e Marlene.